# Člunek (okres Jindřichův Hradec)
Obec Člunek (německy Hosterschlag) se nachází asi devět kilometrů jihovýchodně od města Jindřichův Hradec, v okrese Jindřichův Hradec v Jihočeském kraji. Žije zde 486 obyvatel.

## Části obce
Obec Člunek se skládá ze tří částí na třech katastrálních územích:
- Člunek (i název k. ú.)
- Kunějov (i název k. ú.)
- Lomy (k. ú. Lomy u Kunžaku)

## Historie
První písemná zmínka o obci pochází z roku 1542. V letech 1938 až 1945 byl Člunek v důsledku uzavření Mnichovské dohody přičleněn k nacistickému Německu.

## Správní začlenění obce
Obec Člunek byla do roku 1990 částí obce Kunžak a v témže roce se osamostatnila. Od roku 2003 spadá jako samostatná obec pod pověřený Městský úřad v Jindřichově Hradci v  Jihočeském kraji.

## Turistika
V okolí převládají lesy a rybníky. Obec je součástí přírodního parku Česká Kanada a západně od vesnice leží národní přírodní památka Krvavý a Kačležský rybník. Touto oblastí probíhá značená cykloturistická trasa k rybníku Klikovský, kde se dá koupat. Trasa dále pokračuje přes Kaproun na Zvůli.

## Pamětihodnosti
- Kostel svatého Jana Nepomuckého
- Fara čp. 64
- Venkovská usedlost čp. 61
- Venkovská usedlost čp. 42 bez hospodářských budov
- Krucifix – ústřední kříž na hřbitově

## Galerie

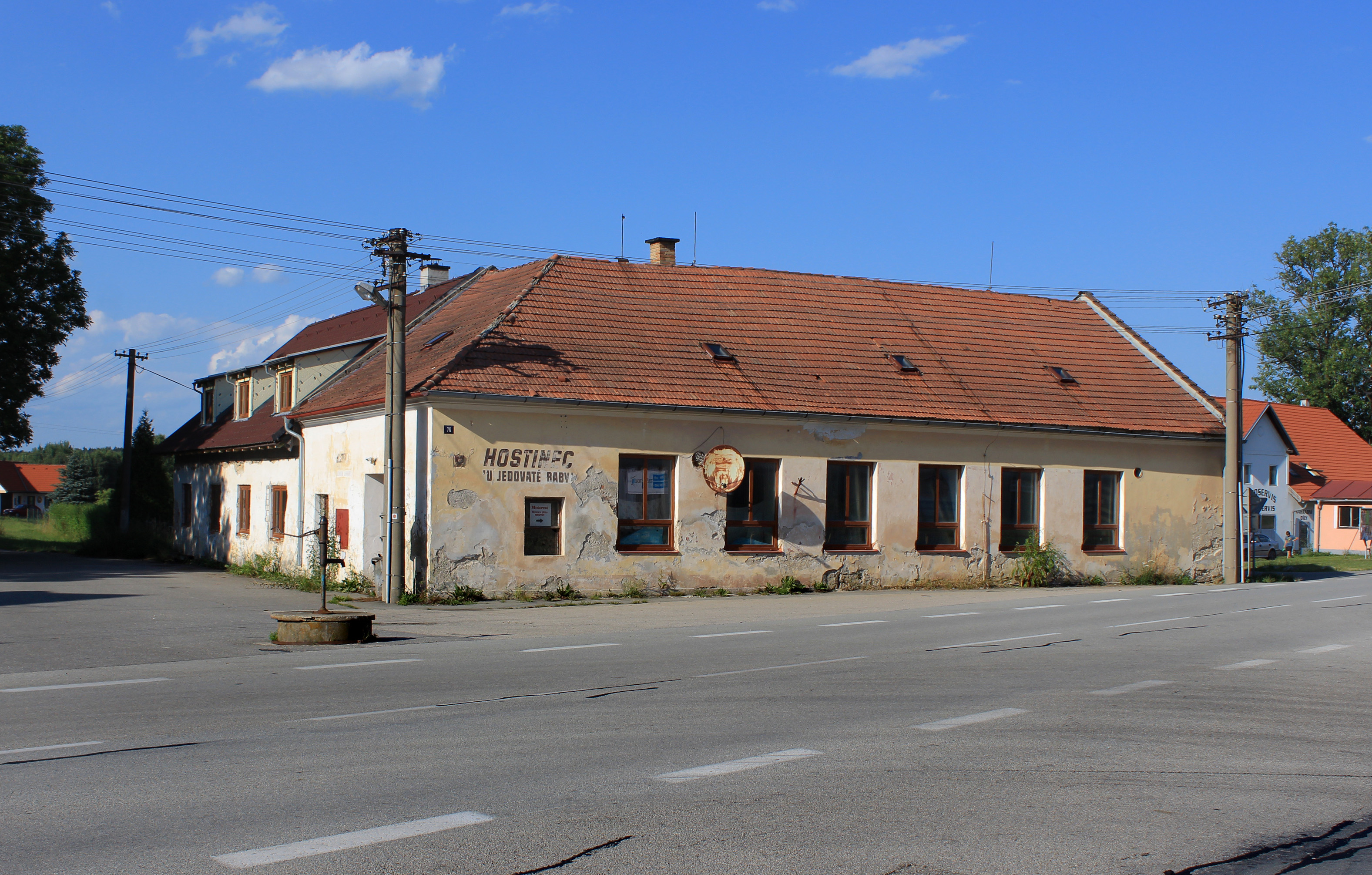
Bývalá restaurace
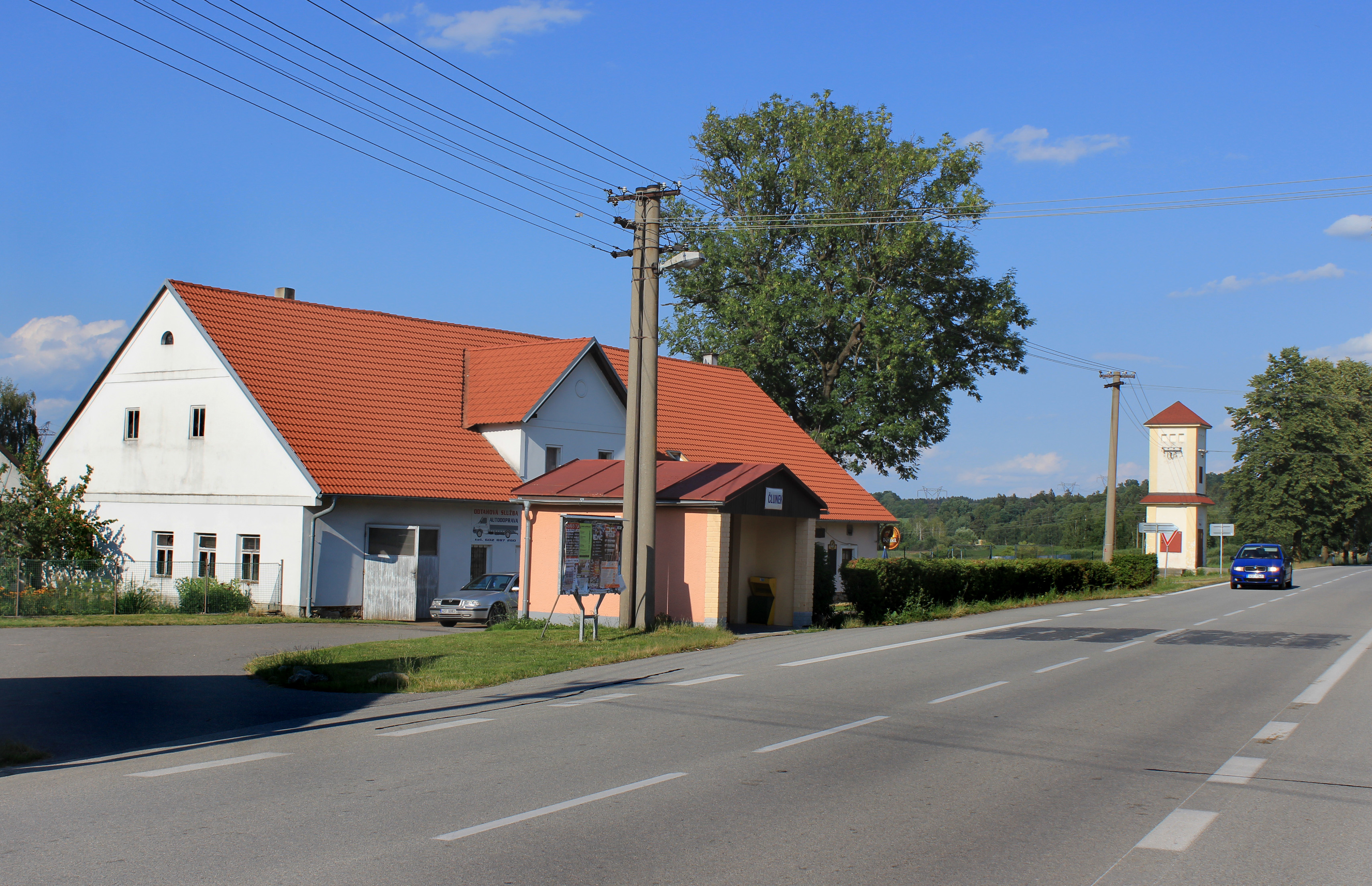
Hlavní silnice